# Leucopis populicola
Leucopis populicola är en tvåvingeart som beskrevs av Tanasijtshuk 1972. Leucopis populicola ingår i släktet Leucopis och familjen markflugor. Inga underarter finns listade i Catalogue of Life.